# Liezele
Liezele est une section de la commune belge de Puers-Saint-Amand située en Région flamande dans la province d'Anvers. C'était une commune à part entière avant la fusion des communes de 1977.

## Histoire
Liezele est mentionnée pour la première fois en 1139 lorsque l'évêque de Cambrai Nicolas de Chièvres donne à l'abbaye d'Afflighem, le patronat de l'église de Liezele qui n'est alors qu'une chapelle.
En 1558-1559, Marguerite Micault, veuve de Lambert de Briaerde, seigneur de Liezele, accorde à la commune une loi, l'autorisant à posséder un échevinage complet, c'est-à-dire le droit de désigner des échevins et d'avoir une certaine autonomie communale (Commune au Moyen Âge).

## Démographie

### Évolution démographique
- Sources : INS, Rem. : 1831 jusqu'en 1970 = recensements, 1976 = nombre d'habitants au 31 décembre[4].